# Егон Клепш
Егон Клепш (нім. Egon Klepsch; нар. 30 січня 1930, Боденбах, Чехословацька Республіка — пом. 18 жовтня 2010, Кобленц, Німеччина) — німецький політичний діяч, голова Європарламенту (1992–1994).

## Біографія
У 1954 р. захистив докторську дисертацію на тему російської політики Густава Штреземана. У 1959–1965 рр. — викладач міжнародних відносин, працював у науково-дослідному підрозділі бундесверу.
У 1963–1969 рр. — президент молодіжної організації при ХДС/ХСС «Молодіжний союз» (нім. Junge Union).
У 1965–1980 рр. — депутат бундестагу від ХДС.
В 1973–1994 рр. — депутат Європарламенту, в 1997–1982 і в 1984–1992 рр. — керівник фракції Європейської народної партії.
У 1992–1994 рр. — Голова Європарламенту.
У 1994 р. добровільно пішов у відставку і став консультантом страхової компанії Deutsche Vermögensberatung.
У 1989–1997 рр. — президент найбільшої німецької організації на підтримку євроінтеграції Europa-Union Deutschland. З 1997 р. — її почесний президент.